# Jean Rapp

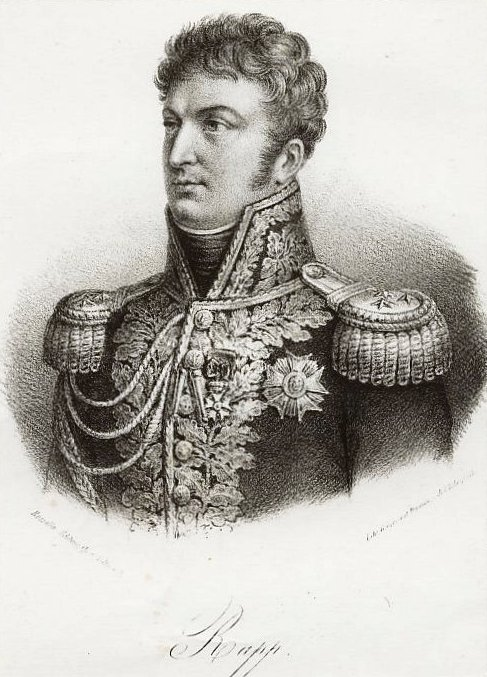
Jean Rapp

Jean Rapp (* 27. April 1771 in Colmar; † 8. November 1821 in Rheinweiler, Baden) war ein französischer Militär der Ersten Republik und des Ersten Kaiserreichs. Der Kavallerist diente von 1800 bis 1813 als Adjutant des Ersten Konsuls bzw. Kaisers Napoleon Bonaparte, ab 1805 hatte er den Rang eines Général de division. Von 1807 bis 1813 war er Gouverneur der Republik Danzig, eines französischen Satellitenstaats. 1809 wurde er in den Grafenstand erhoben. Während Napoleons Herrschaft der Hundert Tage war Rapp von April bis Juni 1815 Oberkommandant der Rheinarmee.

## Leben und Wirken
Er wurde als Sohn des Hausmeisters des Colmarer Rathauses geboren und trat 1788 als Soldat der Jäger zu Pferde (leichte Kavallerie) in die französische Armee ein. Während der Französischen Revolution wurde er als Fourier (d. h. Angehöriger der Logistiktruppe) 1791 zum Brigadier (Unteroffizier) und zwei Jahre später zum Maréchal des logis befördert. Während der Revolutionskriege diente Rapp in der Mosel- und der Rheinarmee, er zeichnete sich durch seine Tapferkeit und Geradlinigkeit aus und machte eine steile Karriere. Nach seiner Beförderung zum Leutnant wurde er 1796 Adjutant des Generals Desaix und nahm an dessen Seite am Ägyptenfeldzug teil. Inzwischen zum Chef de brigade (entspricht einem Oberst) befördert, kehrte er Anfang 1800 mit seinem General nach Europa zurück. 
Nach Desaix’ Tod in der Schlacht bei Marengo im Juni 1800 machte Napoleon Bonaparte, inzwischen Erster Konsul der Republik, Rapp zu seinem Adjutanten. Nach seiner hervorragenden Leistung in der Schlacht bei Austerlitz im Dezember 1805 stieg er in den Rang eines Général de division auf. An Napoleons Seite nahm er 1806 am Feldzug gegen Preußen mit der Schlacht bei Jena und Auerstedt teil. In der Schlacht bei Golymin am Zweiten Weihnachtstag 1806 wurde Rapp schwer verwundet. Im Februar 1807 übernahm er den Posten des Militärgouverneurs der eroberten Stadt Thorn. Nach der für Frankreich erfolgreichen Belagerung Danzigs löste er im Juni desselben Jahres Marschall Lefebvre als Gouverneur von Danzig ab. Preußen musste die Stadt und ihre Umgebung im Frieden von Tilsit abtreten und sie erhielten als Republik Danzig eigene Staatlichkeit unter faktischer französischer Kontrolle. 
Als „Jean Comte de Rapp“ wurde er 1809 in den Grafenstand erhoben. In Schönbrunn verhinderte Rapp im Oktober 1809 den Attentatsversuch des jungen Friedrich Staps auf Napoleon. An der Seite Napoleons nahm er am Russlandfeldzug 1812 teil und wurde in der Schlacht bei Borodino an der Moskwa erneut verwundet. Im Sechsten Koalitionskrieg befehligte Rapp von Januar bis November 1813 das X. Korps der Grande Armée. Als Gouverneur von Danzig verteidigte er die Stadt noch fast ein Jahr lang nach dem Rückzug der Truppen Napoleons aus Russland gegen die preußischen und russischen Belagerer. Nachdem er sich Ende November 1813 ergeben hatte, wurde er als Gefangener nach Russland gebracht und kehrte erst im Juli 1814 – nach dem Zusammenbruch von Napoleons erstem Kaiserreich – nach Paris zurück. 
Nach der Rückkehr Napoleons aus der Verbannung auf Elba unterstützte Rapp den Kaiser in den Hundert Tagen. Dieser ernannte ihn im April 1815 zum Befehlshaber der neuformierten Rheinarmee. In der allerletzten Schlacht der Napoleonischen Kriege, der Schlacht von La Suffel am 28. Juni 1815 gelang ihm ein Sieg über die Alliierten. Da Napoleon aber schon zehn Tage zuvor seine endgültige Niederlage bei Waterloo erlitten hatte, hatte dieser Sieg keine weiteren Auswirkungen. Nach seiner Entlassung zog sich Rapp zunächst in den Schweizer Kanton Aargau zurück, wo er 1816 das Schloss Wildenstein erwarb. In der Restauration bot Rapp schließlich dem französischen Königshaus der Bourbonen seine Dienste an und wurde Kammerherr von König Ludwig XVIII. sowie dessen maître de la garde-robe (eines der Großämter der Krone Frankreichs).

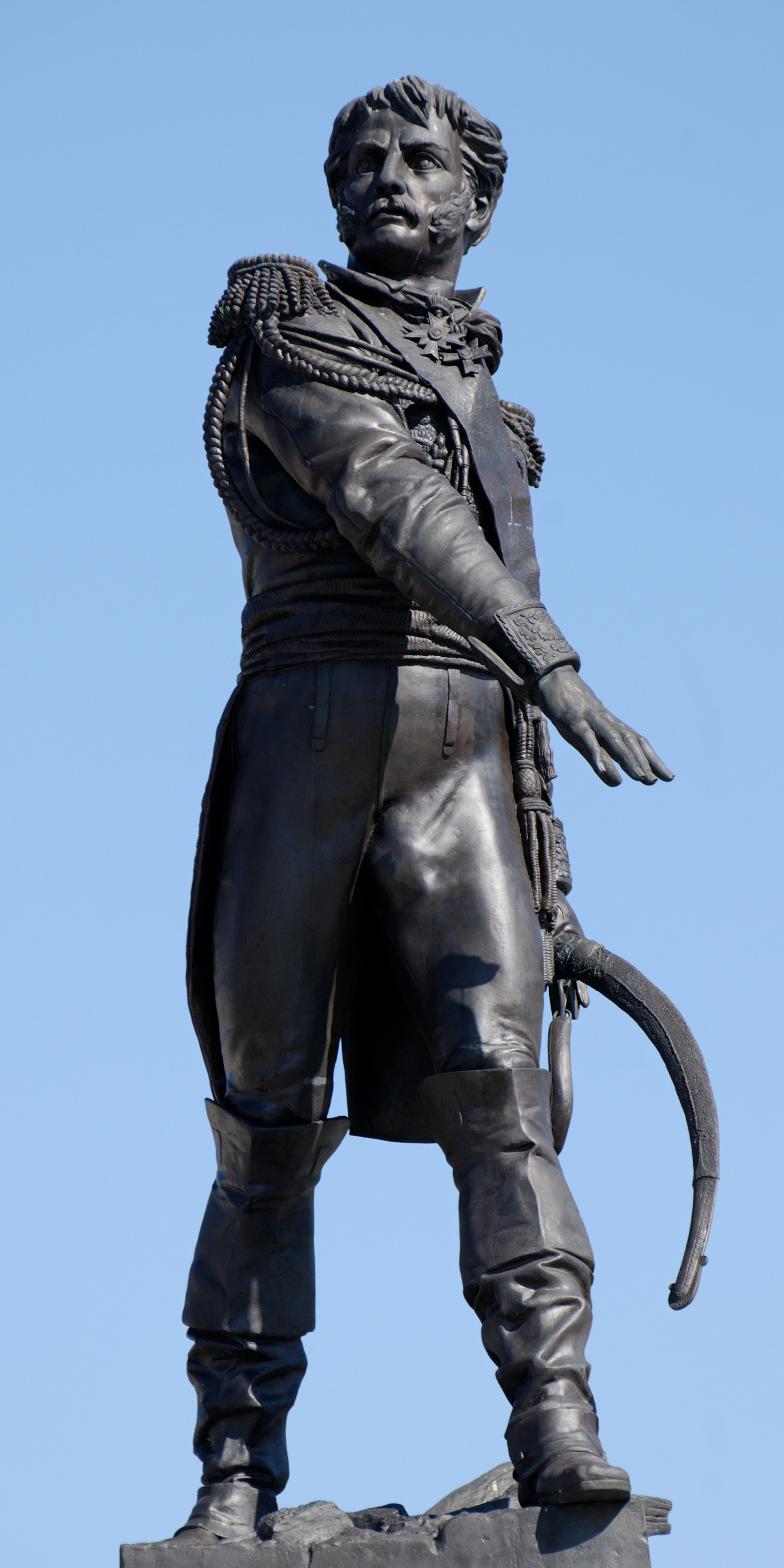
Denkmal auf dem Champ-de-Mars in Colmar

Er starb am 8. November 1821 in Rheinweiler (heute zur Gemeinde Bad Bellingen gehörend) in Baden – wo er sich 1817 niedergelassen hatte – an Magenkrebs. Seine Heimatstadt Colmar ließ ihm 1856 ein Denkmal auf dem Champ de Mars errichten. Die Inschrift lautet „Ma parole est sacrée“ (Mein Ehrenwort ist heilig). Rapps Herz wird in einem Schrein in der Colmarer Kirche St-Mathieu (ehemals Franziskanerkirche) aufbewahrt.

## Familie
1805 arrangierte Napoleon Bonaparte Rapps Heirat mit der ältesten Tochter von Ignace-Joseph Vanlerberghe, Josepha Barbe Rosalie. Diese Ehe war jedoch nicht glücklich und dauerte nur vom 28. März 1805 bis 1. Juli 1811, das Paar wurde kinderlos geschieden.
Aus der Beziehung mit seiner Danziger Geliebten, Juliane Böttcher, gingen zwei Kinder hervor:
- Adèle Julie Jeanne von Rapp (1812–1880) ⚭ Eduard Anselm von Rotberg, bayerischer Generalleutnant[1]
- Jean (Hans) Böttcher-Rapp (1814–1846), gefallen als französischer Offizier in Djidjelli, Algerien[2]

Rapp heiratete am 22. Januar 1816 Albertine Charlotte Freifrau von Rotberg (* 2. September 1797; † 1. Juni 1842), mit der er zwei Kinder hatte. Johann Wolfgang von Goethe widmete der Gräfin Rapp zwei Gedichte. Albertine heiratete am 19. Mai 1831 Georg Drummond den 14. Earl of Perth.
Kinder aus der Ehe mit Albertine von Rotberg:
- Maximilian Karl (1816–1828)[6]
- Emilie Mélanie Mathilde (1817–1899) ⚭ Adrian John Hope (englischer Bankier)

## Ehrungen
Sein Name ist am Triumphbogen in Paris in der 14. Spalte eingetragen. 1813 erhielt er das Großkreuz des Ordre de la Réunion. Am 29. August 1814 wurde ihm das Großkreuz der Ehrenlegion verliehen.
1821 wurde er Commandeur des Ordre royal et militaire de Saint-Louis.
Auch von den mit Napoleon verbündeten Staaten erhielt Rapp Orden, so das Großkreuz des badischen Hausordens der Treue und das Großkreuz des Militär-Max-Joseph-Ordens.
Fort Rapp heißt im Original das 1874–1877 erbaute und später umgangssprachlich so genannte Fort des Hautes Perches in Belfort.
Nach Rapp wurde auch nach 1918 das ehemalige Fort Moltke in Reichstett benannt, eine der wichtigsten preußischen Festungen des Festungsgürtels um Straßburg.

## Film und Fernsehen
- In der DFF-Produktion Scharnhorst wurde Rapp von Klaus Bamberg dargestellt.

## Schriften
- Mémoires du Général Rapp, Aide-de-Camp de Napoléon, edition originale, Paris 1823 Digitalisat der BSB München
- Memoirs of General Count Rapp, first aide-de-camp to Napoleon, London 1823 Internet Archive
- Denkwürdigkeiten aus dem Leben des Französischen Generals Rapp. Von ihm selbst geschrieben. Verteutscht und mit Anmerkungen begleitet von Friedrich Dörne. Verlag Wilhelm Theodor Lohde, Danzig 1824
- Die Memoiren des General Rapp Adjutanten Napoleons I. Geschrieben von ihm selbst. Übertragen von Oskar Marschall von Bieberstein. Verlag Schmidt und Günther, Leipzig 1902